# Colter Peak
Der Colter Peak ist ein Berggipfel im südöstlichen Teil des Yellowstone-Nationalparks im US-Bundesstaat Wyoming. Sein Gipfel hat eine Höhe von 3243 m. Er befindet sich wenige Kilometer südwestlich des höchsten Berges im Park, dem Eagle Peak, und ist Teil der Absaroka-Bergkette in den Rocky Mountains. Er nach dem Trapper John Colter benannt.

## Geschichte
Der Colter Peak wurde erstmals 1870 von Gustavus Cheyney Doane (1840–1892) und Nathaniel P. Langford (1832–1911) während der Washburn-Langford-Doane Expedition bestiegen. Henry D. Washburn, der Expeditionsleiter, benannte den Gipfel nach Langford und Doane. Aus unbekannten Gründen verlegte der Geologe Ferdinand V. Hayden diese Namen 1871 während der Hayden-Expedition von 1871 auf Gipfel weiter nördlich. 1888 ernannte Philetus Norris den Gipfel aus unbekannten Gründen in Mount Forum um. 1885 gab der Geologe Arnold Hague dem Gipfel schließlich seinen offiziellen Namen: Colter Peak.
Die erste detaillierte Karte des Yellowstone Lake wurde von Langford am 7. September 1870 vom Colter Peak skizziert

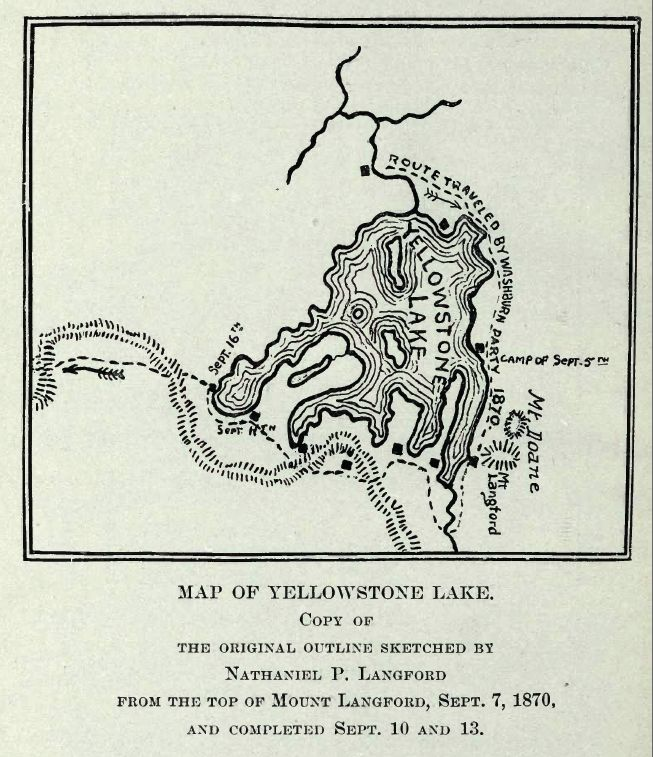
Originalkarte des Yellowstone Lake, gezeichnet vom Colter Peak

## Belege
1. ↑  GNIS Detail - Colter Peak. Abgerufen am 9. Dezember 2020.
2. ↑  Colter Peak - Peakbagger.com. Abgerufen am 9. Dezember 2020.
3. ↑  Langford, Nathaniel Pitt (1905).: The Discovery of Yellowstone Park; Diary of the Washburn Expedition to the Yellowstone and Firehole Rivers in the Year 1870. Hrsg.: St. Paul, MN: Frank Jay Haynes. S. 64.